# Puigcastell
El Puigcastell és una muntanya de 396 metres que es troba entre els municipis de Sant Celoni i de Vallgorguina, a la comarca del Vallès Oriental.